# Macarena Portales
Macarena Portales (Madrid, 2 de agosto de 1998) es una futbolista española. Juega como extremo en el Atlético de Madrid de la Primera División de España de España. Es internacional con la selección española desde 2024.

## Trayectoria

### Inicios
Creció en Fuenlabrada y empezó a jugar Fútbol sala en Alcorcón y Móstoles. De ahí dio el salto a Fútbol 7 y fútbol 11 con 13 años en la cantera del Atlético de Madrid. En 2013 se proclamó campeona de España sub-16 con la selección madrileña y ganó uno de los premios a mejor deportista de la Unión de Federaciones Deportivas Madrileñas. Tras cinco años, en 2015, fichó por el Madrid C. F. F. de Segunda División. 

### Trayectoria en Primera División y Serie A
Un año después fichó por el Fundación Albacete, donde debutó en Primera División y jugó de modo habitual. La temporada siguiente jugó en el Zaragoza C. F. F. donde marcó 3 goles en 18 partidos de liga. En 2018 fichó por el Sevilla donde destacaron su «su gran técnica, capacidad de desborde y velocidad jugandose desde ambos costados del terreno de juego» y jugó otros 18 encuentros y marcó un gol. De 2019 a 2021 permaneció en el Madrid C. F. F.
Afectada por la lista de compensación del convenio colectivo, no podía fichar por otro equipo español sin que indemnizase al Madrid C. F. F. con 25.000 euros, y en 2021 fichó por el Inter de Milán y disputó 16 partidos en la Serie A italiana. De 2022 a 2024 jugó en el Valencia C. F., y en la temporada 2024-25 en el Levante Badalona antes de ser traspasada al Atlético de Madrid.

## Selección nacional
Jugó con la selección sub-16 en 2013, y no llegó a jugar con la sub-17 por lesión aunque estuvo cerca de participar en el Campeonato Europeo sub-17 de 2015.
Con la selección sub-19 jugó 6 partidos en la clasificación para el Campeonato Europeo Sub-19 de 2016 y 2017 sin llegar a participar en las fases finales en las que España fue subcampeona y campeona respectivamente.
Tras la polémica de Las 15 y renuncia de varias jugadoras a ser convocadas con la selección española fue una de las candidatas a ser convocada con la selección absoluta en 2022, sin embargo su primera convocatoria con la selección nacional de demoró hasta noviembre de 2024. La seleccionadora, Montse Tomé la definió como «un extremo con mucha verticalidad, uno contra uno, centra bien, se puede ir por dentro y por fuera.» Debutó el 29 de noviembre cuando jugó un amistoso ante Corea del Sur con victoria por 5-0, y repitió el 3 de diciembre en otro amistoso ante Francia.